# Silvanus (Toreut)
Silvanus war ein antiker römischer Toreut (Metallbildner), der in der zweiten Hälfte des 1. Jahrhunderts in Gallien tätig war.
Silvanus ist heute nur noch aufgrund von zwei Signaturstempeln auf Bronzekasserollen bekannt, die beide in ehemaligen keltischen Nordwestprovinzen des Römischen Reichs gefunden wurden.  Bei den Stücken handelt es sich um:
1. Bronzekasserolle; gefunden auf dem „Burgacker“ in Grenzach (dem antiken Carantiacum), Landkreis Lörrach, Baden-Württemberg, Deutschland; heute im Archäologischen Museum Colombischlössle in Freiburg im Breisgau.[1]
2. Bronzekasserolle; gefunden in Frankfurt-Heddernheim, Hessen, Deutschland; heute in der Sammlung Nassauischer Altertümer im Stadtmuseum am Markt in Wiesbaden.[2]

## Einzelbelege
1. ↑  Inventarnummer ?; Richard Petrovszky: Studien zu römischen Bronzegefäßen mit Meisterstempeln. Leidorf, Buch am Erlbach 1993, S. 298, Nr. S.10.01.
2. ↑  Inventarnummer 6637; Richard Petrovszky: Studien zu römischen Bronzegefäßen mit Meisterstempeln. Leidorf, Buch am Erlbach 1993, S. 298, Nr. S.10.02; CIL 13, 10027,041.

| Personendaten    | Personendaten                              |
| ---------------- | ------------------------------------------ |
| NAME             | Silvanus                                   |
| KURZBESCHREIBUNG | antiker römischer Toreut                   |
| GEBURTSDATUM     | 1. Jahrhundert v. Chr. oder 1. Jahrhundert |
| STERBEDATUM      | 1. Jahrhundert oder 2. Jahrhundert         |